# Crotalus
Crotalus là một chi rắn đuôi chuông độc thuộc họ Viperidae, chi này chỉ được tìm thấy ở châu Mỹ từ miền nam Canada tới miền bắc Argentina. Tên có nguồn gốc từ krotalon từ tiếng Hy Lạp, có nghĩa là "rattle" hoặc "castanet", và đề cập đến những tiếng lách vào phần cuối của đuôi mà làm cho nhóm này (chi Crotalus và Sistrurus) gọi là rắn đuôi chuông. Hiện nay, 32 loài được công nhận.

## Mô tả
Thành viên của chi này có kích thước từ chỉ 50–60 cm (C. intermedius, C. pricei), tới hơn 150 cm (C. adamanteus, C. atrox). Nói chung, rắn đực trưởng thành là hơi lớn hơn so với rắn cái.
So với hầu hết các loài rắn, chúng có thân nặng hơn, mặc dù một số rắn châu Phi dày hơn nhiều. Hầu hết các dạng rắn này có thể dễ dàng nhận ra được bởi tiếng lách cách đặc trưng ở cuối đuôi,